# Массенго, Ан-Ноа
Ан-Ноа́ Массенго́ (фр. Han-Noah Massengo; род. 7 июля 2001, Вильпент) — французский футболист конголезского происхождения, полузащитник клуба «Аугсбург».

## Клубная карьера
Массенго дебютировал в основном составе «Монако» 6 ноября 2018 года в матче Лиги чемпионов против «Брюгге», выйдя на замену Юссефу Аит-Беннассеру. Он стал самым молодым французским игроком в Лиге чемпионов: на момент дебюта в турнире ему было 17 лет и 3 месяца. Через пять дней он дебютировал во французской Лиге 1 (высшем дивизионе чемпионата Франции) в матче против «Пари Сен-Жермен», выйдя на замену Радамелю Фалькао.
В августе 2019 года перешёл в английский клуб «Бристоль Сити», подписав четырёхлетний контракт.

## Карьера в сборной
13 марта 2018 года Массенго дебютировал в составе сборной Франции до 17 лет в игре против сборной Польши. 7 сентября 2018 года сыграл свой первый матч за сборную Франции до 18 лет.

## Статистика выступлений
| Клуб          | Сезон      | Лига        | Лига  | Лига | Кубок | Кубок | Кубок лиги | Кубок лиги | Другое | Другое | Итог  | Итог |
| Клуб          | Сезон      | Дивизион    | Матчи | Голы | Матчи | Голы  | Матчи      | Голы       | Матчи  | Голы   | Матчи | Голы |
| ------------- | ---------- | ----------- | ----- | ---- | ----- | ----- | ---------- | ---------- | ------ | ------ | ----- | ---- |
| Монако        | 2018/19    | Лига 1      | 3     | 0    | 0     | 0     | 1          | 0          | 3      | 0      | 7     | 0    |
| Монако B      | 2018/19    | Насьональ 2 | 23    | 2    | —     | —     | —          | —          | —      | —      | 23    | 2    |
| Бристоль Сити | 2019/20    | Чемпионшип  | 25    | 0    | 1     | 0     | 1          | 0          | —      | —      | 27    | 0    |
| Бристоль Сити | 2020/21    | Чемпионшип  | 27    | 0    | 3     | 0     | 2          | 0          | —      | —      | 32    | 0    |
| Бристоль Сити | Итог       | Итог        | 52    | 0    | 4     | 0     | 3          | 0          | —      | —      | 59    | 0    |
| Общий итог    | Общий итог | Общий итог  | 78    | 2    | 4     | 0     | 4          | 0          | 3      | 0      | 89    | 2    |

1. ↑  Матчи в Лиге чемпионов